# Caboclinho-de-papo-branco
O caboclinho-de-papo-branco (Sporophila palustris) é uma espécie de ave da família Thraupidae. Encontrada na região central e sul do Brasil, e na Argentina, Paraguai e Uruguai, a espécie sofre ameaças pela perda de habitat, captura para o comércio de animais de estimação, e pesticidas. Atualmente, está protegida na maior parte de sua área de distribuição e várias áreas protegidas podem ajudar a salvaguardar essa espécie.

## Descrição

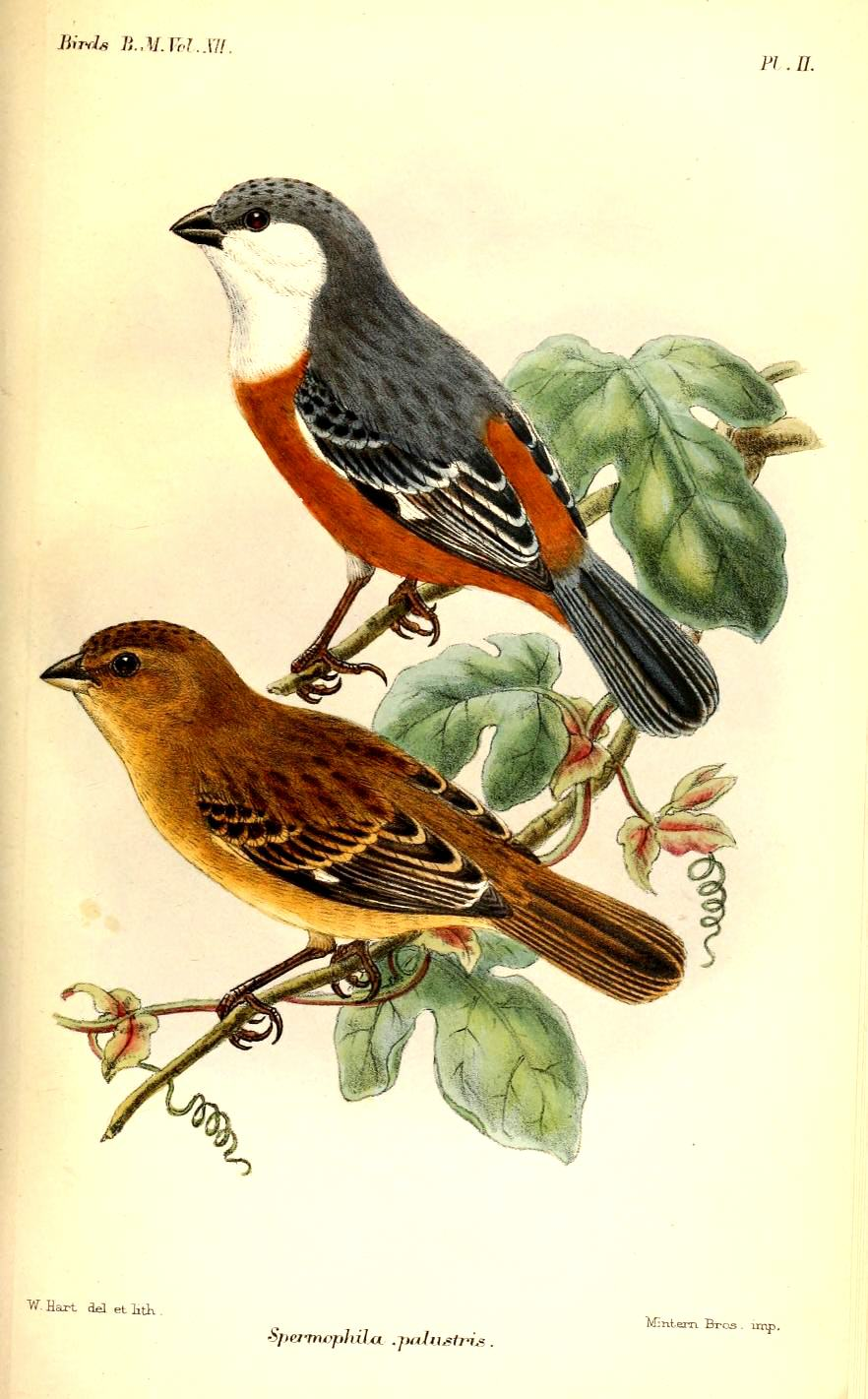
Caboclinho-de-papo-branco por W. M. Hart

Mede cerca de 9,6 cm de comprimento. É sexualmente dicrômico, com os machos ostentando uma garganta branca brilhante, coroa cinza e barriga castanha, e as fêmeas são pardas, se assemelhando à outras fêmeas de papa-capins.

### O papa-capim de Entre Ríos
Um papa-capim raro muito semelhante a esta espécie se reproduz na província de Entre Ríos, na Argentina, e alguns indivíduos foram encontrados na província de Corrientes e no sul do Brasil, leste do Paraguai e sudeste do Uruguai. Foi listado como uma espécie separada, Sporophila zelichi (Narosky 1977), papa-capim de Entre Ríos, de colarinho branco, de Zelich ou de Narosky. As diferenças são que ele tem um colarinho branco largo em volta do pescoço; o dorso é castanho, não cinza; e o ruivo da barriga é mais escuro que o do caboclinho-de-papo-branco. No entanto, seu status tem sido controverso desde sua descoberta; alguns sugeriram que ele é uma variante do caboclinho-de-papo-branco ou do caboclinho-de-peito-castanho, ou um híbrido entre os dois. As poucas canções gravadas são as mesmas do caboclinho-de-papo-branco. Consequentemente, o Comitê de Classificação Sul-Americano da União dos Ornitólogos Americanos votou em 2008 para remover S. zelichi de sua lista, com dois eleitores favorecendo a sugestão de que é uma variante do caboclinho-de-papo-branco. Seguindo esta decisão, aqui é considerado como pertencente ao caboclinho-de-papo-branco.
Seus habitats naturais são campos secos de planície subtropicais ou tropicais e campos de planície subtropicais ou tropicais sazonalmente úmidos ou inundados. Está ameaçado pela perda de habitat.
Se zelichi for uma espécie separada, está criticamente ameaçada.

## Distribuição e habitat
O caboclinho-de-papo-branco é encontrado na Argentina, Brasil, Paraguai e Uruguai. É migratório, reproduzindo-se em campos úmidos e pântanos ao redor do Uruguai e Argentina e migrando para o norte no inverno austral para campos úmidos e secos no sul do Brasil.

## Comportamento

### Alimentação
A espécie é granívora, e habita áreas abertas como banhados e capinzais ricos em plantas gimnospermas.

### Reprodução
Há geralmente dois ou três ovos por ninhada, sendo duas a quatro ninhadas por temporada. A incubação é de 13 dias.